# Кулумбегов, Торез Георгиевич
Торез Георгиевич Кулумбегов (2 сентября 1938, Сталинири — 1 октября 2006, Москва) — политический и государственный деятель Южной Осетии.
В разные периоды своей деятельности работал в партийных и советских органах, возглавлял Гостелерадио Южной Осетии, до избрания на пост руководителя республики был директором Цхинвальской средней школы № 2.
Первый руководитель Республики Южная Осетия. 

## Биография
Родился в 1938 году в семье революционера и научного деятеля Южной Осетии Георгия Кулумбегова. Родители Т. Кулумбегова дружили с семьёй Мориса Тореза, в честь которого назвали своего сына.
С декабря 1990 по сентябрь 1993 гг. (с фактическим перерывом из-за ареста) — председатель Верховного совета Южной Осетии. На первые полтора года его руководства республикой приходится кровопролитная война с Грузией, в результате которой сожжено 117 осетинских сел в Южной Осетии.
29 января 1991 года председателем Верховного Совета Грузии (впоследствии — президентом) Звиадом Гамсахурдиа приглашён в Тбилиси на переговоры. Вместо переговоров (проходивших в охраняемом войсками МВД СССР туристическом центре «Осетия» и в присутствии советских генералов) был похищен и брошен в тюрьму по обвинению в «разжигании межнациональной розни» (при этом Гамсахурдия обвинил Кулумбегова в том, что тот был «платным агентом КГБ»). Освобождён из тюрьмы 7 января 1992 года после вмешательства в декабре 1991 года Amnesty International.
29 мая 1992 года под его председательством Верховный Совет, опираясь на итоги референдума, провозгласил независимость Республики Южная Осетия.
В октябре 1993 года сложил c себя полномочия Председателя Верховного Совета РЮО.
1 октября 2006 года скончался в Москве после тяжёлой болезни. Похоронен в Цхинвале.

## Память
В 2018 году югоосетинский парламент учредил медаль Тореза Кулумбегова.